# Буллок, Скотт
Скотт Буллок (англ. Scott Bullock; род. 7 мая 1956), известный также как С. Скотт Буллок (англ. S. Scott Bullock) — американский актёр кино и телевидения.

## Биография
Родился 7 мая 1956 года в Санта-Монике, Калифорния. В основном занимается озвучкой мультсериалов и мультфильмов, но также снимается в кино и на телевидении, озвучивает компьютерные игры.
Племянником актёра является американский писатель, поэт и композитор Уолтер Буллок.

## Избранная фильмография
| Год       |    | Русское название         | Оригинальное название      | Роль                     |
| --------- | -- | ------------------------ | -------------------------- | ------------------------ |
| 1995—1999 | мс | Тимон и Пумба            | Timon & Pumbaa             | Фред / разные персонажи  |
| 2004—2007 | мс | Дэнни-призрак            | Danny Phantom              | Дэш Бакстер              |
| 2006      | мф | Гроза муравьёв           | The Ant Bully              | светлячок / выжившая оса |
| 2006      | мф | Рога и копыта            | Barnyard                   | бык Эдди                 |
| 2009      | мф | Афросамурай: Воскрешение | Afro Samurai: Resurrection | профессор Драхман        |
| 2011—2012 | мс | Финес и Ферб             | Phineas and Ferb           | дополнительные голоса    |
| 2013      | мс | Легенда о Корре          | The Legend of Korra        | Двупалый Пинг            |
| 2014—2016 | мс | Хлебоутки                | Breadwinners               | Ти-Миди                  |
| 2017—2018 | мс | Суперкрошки              | The Powerpuff Girls        | дополнительные голоса    |